# Supertaça Cândido de Oliveira 1993
La Supertaça Cândido de Oliveira 1993 è stata la 15ª edizione di tale edizione, l'annuale incontro di apertura della stagione calcistica portoghese che vede di fronte i vincitori della Primeira Divisão della stagione precedente e della Taça de Portugal (o la finalista di quest'ultima in caso il vincitore di campionato e coppa coincidano).
Nella Supercoppa del 1993 si affrontarono il Porto (campione della Primeira Divisão 1992-93) e il Benfica, detentore della Taça de Portugal.
La gara d'andata, giocatasi l'11 agosto 1993 allo Stadio da Luz di Lisbona, vide la vittoria per 1-0 dei padroni di casa del Benfica per effetto della rete decisiva di Rui Águas. Il Porto pareggiò i conti quattro giorni dopo nel match di ritorno al Das Antas col medesimo punteggio:1-0 con gol vittoria del subentrato Vinha.
L'anno successivo, il 17 agosto 1994, si disputò la ripetizione in campo neutro per decretare il vincitore della Supercoppa. La partita, giocata allo Stadio Città di Coimbra, venne vinta dal Porto ai rigori dopo il 2-2 ai tempi supplementari. Per i Dragões si tratta del settimo trofeo di Supercoppa portoghese.

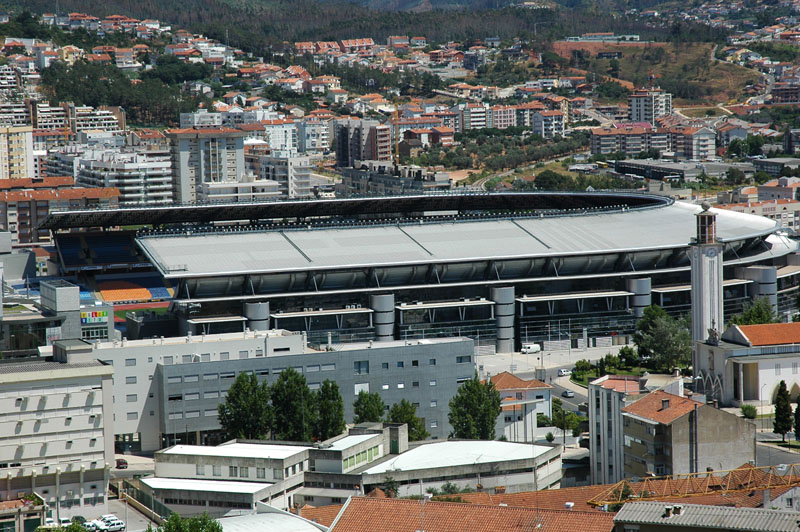
Il campo neutro dello Stadio Città di Coimbra, impianto scelto come sede della sfida decisiva

## Tabellini

### Andata
| Arbitro: | Valente (Setúbal) |

|               |           |  |
| Rui Águas 84’ | Marcatori |  |

| Benfica | Porto |

#### Formazioni
| Benfica     |    |                    |             |     |
|             |    |                    |             |     |
| P           | 1  | Neno               |             |     |
| D           | 2  | Abel Silva         |             | 79’ |
| D           | 5  | Hélder             |             |     |
| D           | 3  | Carlos Mozer       |             |     |
| D           | 5  | António Veloso     |             |     |
| C           | 7  | Vítor Paneira      |             |     |
| C           | 10 | Rui Costa          |             |     |
| C           | 8  | João Pinto         |             |     |
| C           | 6  | Isaías             | Ammonizione |     |
| A           | 9  | Rui Águas          |             | 89’ |
| A           | 11 | Sergei Yuran       |             |     |
| Sostituti:  |    |                    |             |     |
| C           |    | Aleksandr Mostovoj |             | 89’ |
| A           |    | César Brito        |             | 79’ |
| Allenatore: |    |                    |             |     |
| Toni        |    |                    |             |     |

| Porto         |    |                 |             |     |
|               |    |                 |             |     |
| P             | 1  | Vítor Baía      |             |     |
| D             | 2  | João Pinto      |             |     |
| D             | 4  | Aloísio         |             |     |
| D             | 5  | Fernando Couto  | Ammonizione |     |
| D             | 6  | Zé Carlos       |             |     |
| D             | 3  | Rui Jorge       | Ammonizione |     |
| C             | 11 | António André   |             |     |
| C             | 7  | Jaime Magalhães |             | 60’ |
| C             | 10 | José Semedo     |             |     |
| C             | 9  | Jorge Couto     |             |     |
| A             | 8  | Emil Kostadinov |             |     |
| Sostituti:    |    |                 |             |     |
| C             |    | Paulinho Santos |             | 60’ |
| Allenatore:   |    |                 |             |     |
| Tomislav Ivić |    |                 |             |     |

### Ritorno
| Arbitro: | Azevedo (Braga) |

|           |           |  |
| Vinha 84’ | Marcatori |  |

| Porto | Benfica |

#### Formazioni
| Porto         |    |                 |             |     |
|               |    |                 |             |     |
| P             | 1  | Vítor Baía      |             |     |
| D             | 2  | João Pinto      | Ammonizione |     |
| D             | 4  | Aloísio         | Ammonizione |     |
| D             | 5  | Fernando Couto  |             |     |
| D             | 3  | Paulo Pereira   |             |     |
| C             | 11 | António André   |             |     |
| C             |    | José Semedo     |             |     |
| C             |    | Ion Timofte     |             | 54’ |
| A             |    | Emil Kostadinov |             |     |
| A             |    | António Folha   | Ammonizione |     |
| A             |    | Toni            |             | 54’ |
| Sostituti:    |    |                 |             |     |
| C             |    | Jaime Magalhães |             | 54’ |
| A             |    | Vinha           |             | 54’ |
| Allenatore:   |    |                 |             |     |
| Tomislav Ivić |    |                 |             |     |

| Benfica     |    |                |             |     |
|             |    |                |             |     |
| P           | 1  | Neno           |             |     |
| D           | 2  | Abel Silva     |             |     |
| D           | 5  | Hélder         |             |     |
| D           | 4  | Carlos Mozer   | , 50’       |     |
| D           | 5  | António Veloso |             |     |
| C           | 7  | Vítor Paneira  | Ammonizione | 45’ |
| C           | 10 | Rui Costa      |             |     |
| C           | 8  | João Pinto     |             |     |
| C           | 6  | Isaías         |             |     |
| A           | 9  | Rui Águas      | Ammonizione |     |
| A           | 11 | Sergei Yuran   |             | 84’ |
| Sostituti:  |    |                |             |     |
| C           | 14 | Hernâni        |             | 45’ |
| A           | 15 | César Brito    |             | 84’ |
| Allenatore: |    |                |             |     |
| Toni        |    |                |             |     |

### Ripetizione
| Arbitro: | Trigo (Beja) |

|                                            |                      |                                                          |
| Tavares 89’ Brito 118’                     | Marcatori            | 85’ Domingos 95’ Secretário                              |
| Hélder Kenedy Xavier Paulo Madeira William | Tiri di rigore 3 – 4 | João Pinto Zé Carlos Rui Filipe Paulinho Santos Drulović |

| Benfica | Porto |

#### Formazioni
| P           | 1  | Michel Preud'homme |             |     |
| D           | 3  | Paulo Madeira      |             |     |
| D           | 4  | Hélder             | Ammonizione |     |
| D           | 2  | William            |             |     |
| D           | 5  | Dimas              | Ammonizione |     |
| C           | 6  | Abel Xavier        |             |     |
| C           | 7  | Vítor Paneira      |             | 86’ |
| C           | 6  | Nelo               | Ammonizione | 69’ |
| C           | 9  | José Tavares       |             |     |
| C           | 8  | João Pinto         | Ammonizione |     |
| A           | 11 | Isaías             |             |     |
| Sostituti:  |    |                    |             |     |
| D           |    | Daniel Kenedy      |             | 69’ |
| A           | 16 | César Brito        |             | 86’ |
| Allenatore: |    |                    |             |     |
| Artur Jorge |    |                    |             |     |

| P            | 1  | Vítor Baía        |             |     |
| D            | 2  | João Pinto        | Ammonizione |     |
| D            | 4  | Aloísio           | , 99’       |     |
| D            | 5  | Zé Carlos         | Ammonizione |     |
| D            | 7  | Carlos Secretário |             |     |
| C            | 3  | Paulinho Santos   |             |     |
| C            | 8  | Emerson           |             |     |
| C            | 6  | Rui Filipe        |             |     |
| C            | 10 | Rui Barros        | , 101’      |     |
| A            | 11 | António Folha     |             | 87’ |
| A            | 9  | Domingos          | Ammonizione | 86’ |
| Sostituti:   |    |                   |             |     |
| A            | 15 | Ljubinko Drulović |             | 87’ |
| A            | 16 | Emil Kostadinov   |             | 86’ |
| Allenatore:  |    |                   |             |     |
| Bobby Robson |    |                   |             |     |